# Epacteon armatus
Epacteon armatus är en tvåvingeart som beskrevs av Borgmeier 1963. Epacteon armatus ingår i släktet Epacteon och familjen puckelflugor. Inga underarter finns listade i Catalogue of Life.